# Grand Prix automobile de San José

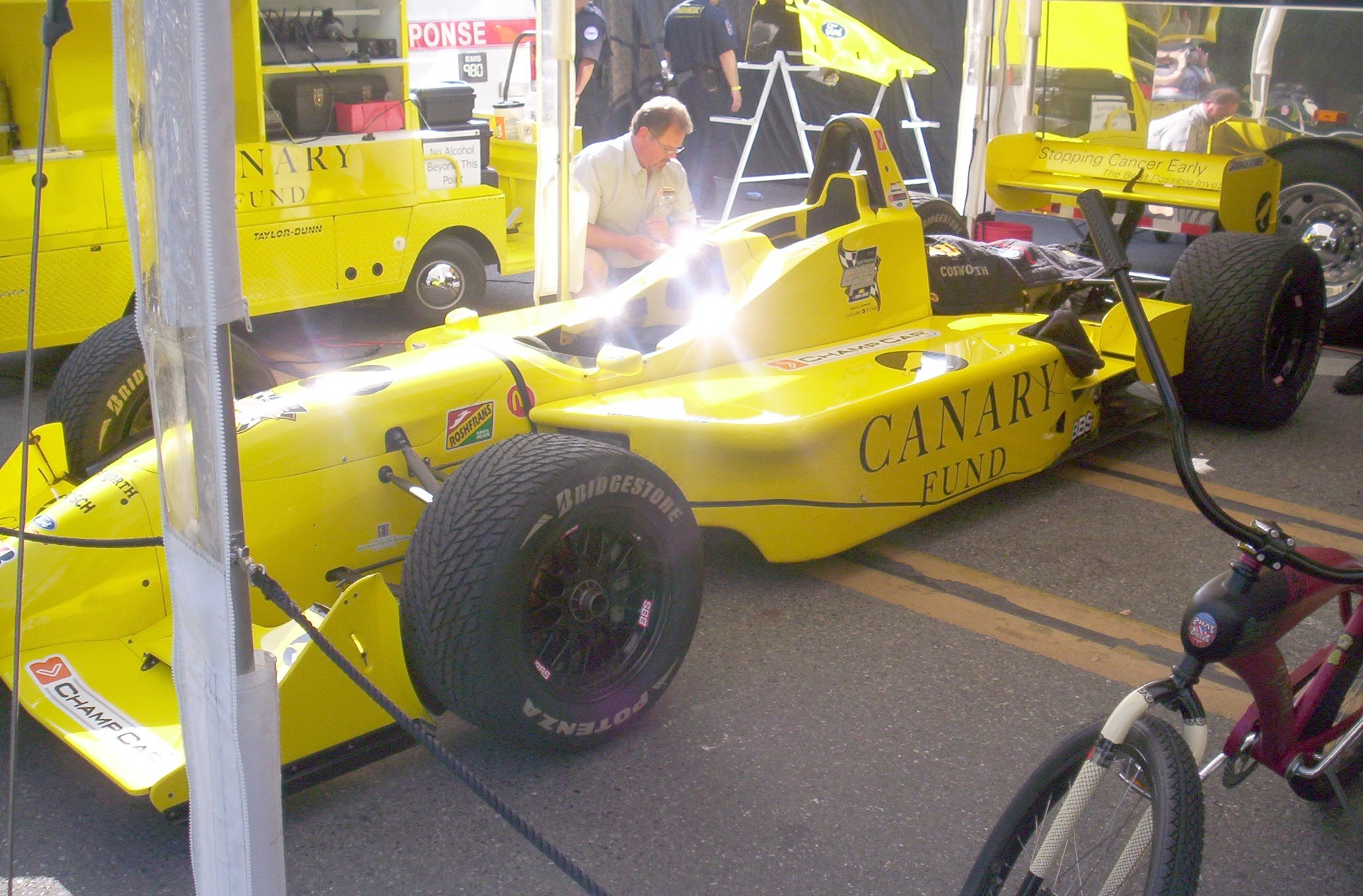
Canary Fund sponsorise une Champ Car lors du Grand Prix Taylor Woodrow de San Jose en 2005.

Le Grand Prix automobile de San José était une manche du championnat Champ Car (anciennement CART) se déroulant dans les rues de San José. La première édition de ce Grand Prix sous l'égide du Champ Car se disputa le 31 juillet 2005 devant 60 000 spectateurs. 67 128 spectateurs sont recensés lors de la deuxième édition en 2006. Deux courses eurent lieu en 1951 et 1952 sur ovale et sous l'égide de l'AAA.

## Noms officiels
Les différents noms officiels du Grand Prix automobile de San Jose au fil des éditions :
- 1951-1952 : San José 100
- 2005 : Taylor Woodrow Grand Prix of San José
- 2006 : Canary Foundation Grand Prix of San José Presented by Taylor Woodrow
- 2007 : San José Grand Prix at Redback Raceway

## Palmarès
| Année     | Vainqueur          | Voiture                  | Championnat            | Résultats     |
| --------- | ------------------ | ------------------------ | ---------------------- | ------------- |
| 1951      | Tony Bettenhausen  | Kurtis Kraft-Offenhauser | AAA Championship Cars  | Résultats     |
| 1952      | Bobby Ball         | Kurtis Kraft-Offenhauser | AAA Championship Cars  | Résultats     |
| 1953-2004 | Pas de course      | Pas de course            | Pas de course          | Pas de course |
| 2005      | Sébastien Bourdais | Lola-Ford/Cosworth       | Champ Car World Series | Résultats     |
| 2006      | Sébastien Bourdais | Lola-Ford/Cosworth       | Champ Car World Series | Résultats     |
| 2007      | Robert Doornbos    | Panoz-Cosworth           | Champ Car World Series | Résultats     |